# Sip It
«Sip It» (с англ. — «Потягивай») — песня, записанная австралийской хип-хоп исполнительницей Игги Азалией при участии американского рэпера Tyga. Была выпущена 2 апреля 2021 года и изначально задумывалась как лид-сингл с третьего студийного альбома исполнительницы The End of an Era, но в конечном итоге была заменена треком «Brazil», который стал ведущим синглом с пластинки, в то время как «Sip It» вошла только в делюкс-издание.

## Предыстория
Летом 2020 года стало известно, что Игги Азалия родила мальчика от рэпера Playboi Carti. Осенью Игги рассказала, что их пара распалась, и теперь она растит сына одна. 2 апреля 2021 года певица выпустила песню «Sip It», в которой рассказала о любви к роскоши и похвасталась своей способностью привлекать мужчин. В песне она сообщила, что в её телефоне полно вульгарных сообщений от различных рэперов. Песня вошла в делюкс-издание третьего студийного альбома певицы The End of an Era. В записи трека со своим текстом принял участие рэпер Tyga. Продюсерами композиции стали OG Parker и Смэш Дэвид. На треке используется семпл песни Азалии «Pu$$y», которая вышла ещё в 2011 году на её дебютном микстейпе Ignorant Art. Через несколько дней после выхода сингла, Игги показала в TikTok сообщения, которые ей шлют другие знаменитости, при этом имена отправителей были замазаны. Игги подчеркнула, что ни в коем случае не хвастается этими сообщениями, а наоборот смеётся над их отправителями, и только над теми, кто этого заслуживает, потому что сообщения от «нормальных парней» она не публиковала. Одновременно с «Sip It» как би-сайд вышла песня «Brazil».

## Музыкальное видео
По сюжету видео Игги работает в ночную смену в круглосуточном магазине на заправочной станции. Она продаёт некий психоделический замороженный газированный напиток под названием «Kitty Juice», который вызывает галлюцинации. На заправку приезжает Tyga на красном Корвете с номерным знаком «Kream 2.0», что отсылает к предыдущей работе двух рэперов, песне «Kream» (2018). В клипе также снялась молодая начинающая рэперша ppcocaine.

## Чарты
| Чарт (2021)           | Высшая позиция |
| --------------------- | -------------- |
| Новая Зеландия (RMNZ) | 40             |